# 多脉紫云菜
多脉紫云菜（学名：Strobilanthes polyneuros）是爵床科马蓝属的植物，为中国的特有植物。分布于中国大陆的云南等地，生长于海拔1,800米的地区，目前尚未由人工引种栽培。

## 扩展阅读
- 維基物種上的相關：多脉紫云菜